# Hippodrome de la Baie
L’hippodrome de la Baie se situe à Yffiniac en Côtes-d'Armor, près de Saint-Brieuc.
C'est le plus grand hippodrome des Côtes-d'Armor et le second plus important en Bretagne administrative. Il est ouvert au galop, au trot et à l'obstacle avec une piste de 2 600 m en sable, avec corde à droite[réf. nécessaire]. 
Le 10 mai 2013, la fête des Courses a attiré presque 3 000 personnes. La même année, des travaux d'agrandissement sont entrepris, avec notamment la création d'un restaurant. L'hippodrome de la Baie a reçu sept courses le 30 mai 2014.
Le 26 avril 2023, il accueille pour la première fois une étape du Grand National du trot.